# Olga Gonçalves
Olga Gonçalves (Luanda, 1929 — Lisboa, 3 de abril de 2004), foi uma escritora, poeta, ficcionista e tradutora portuguesa.

## Percurso
Olga Gonçalves frequentou na Universidade de Londres, o King's College e o Queen Elizabeth College. Foi professora de inglês dos funcionários de uma empresa multinacional em Lisboa. Estreou-se como poetisa, com o livro Movimento (1972), mas firmou-se como autora de ficção em romances de questionamento sobre a realidade sociológica coletiva. Morreu a 3 de abril de 2004 em Lisboa.

## Obras
Entre as suas obras encontram-se:
- Movimento (1972) (poesia)
- 25 Composições e 11 Provas de Artista (1973)
- Só de Amor (1975) (sonetos)
- A Floresta em Bremerhaven (1975)
- Mandei-lhe Uma Boca (1977)
- Este Verão o Emigrante là-bas (1978)
- Ora Esguardae (1982)
- Treze Contos de Sobressalto (1982)
- O Livro de Olotolilisobi (1983)
- Rudolfo (1985)
- Sara (1986)
- Armandina e Luciano, o Traficante de Canários (1988)
- Contar de Subversão: Romance (1990)
- Eis uma História (1993)

## Prémios
- Prémio Ricardo Malheiros da Academia das Ciências de Lisboa com A Floresta em Bremerhaven [1][4]